# Opius alvarengai
Opius alvarengai är en stekelart som beskrevs av Fischer 1979. Opius alvarengai ingår i släktet Opius och familjen bracksteklar. Inga underarter finns listade i Catalogue of Life.